# Hradčany u Přerova
Hradčany (deutsch Hradschan, 1939–1945 Burgstätt) ist eine Gemeinde in Tschechien. Sie liegt neun Kilometer östlich von Přerov und gehört zum Okres Přerov.

## Geographie
Hradčany befindet sich im Tal des Baches Šišemka in der Podbeskydská pahorkatina (Vorbeskidenhügelland). Östlich erhebt sich die Jezírka (285 m), im Südosten der Zajíček (309 m), südlich die Kopaniny (284 m) sowie im Nordwesten die Plazy (Blaseberg, 315 m). Gegen Osten erstreckt sich das Waldgebiet des Dřevohostický les.
Nachbarorte sind Prusínky im Norden, Šišma und Bezuchov im Nordosten, Lhotsko im Osten, Radkova Lhota und Radkovy im Südosten, Nahošovice im Süden, Domaželice, Čechy und Prusy im Südwesten, Podolí und Tučín im Westen sowie Kozlovice, Radslavice und Pavlovice u Přerova im Nordwesten.

## Geschichte
Die erste Erwähnung des Ortes erfolgte 1160 in kirchlichen Urkunden. Der darin genannte Ort, an dem Hradčani leben, wirft Fragen zur Namensherkunft aus. Diese werden einerseits als Wohnsitz von Bediensteten der landesherrlichen Burg Přerov als auch Hinweise auf die frühere Existenz einer Feste gedeutet. Im Jahre 1348 wurden Beneš und Dobeš von Šišma als Besitzer von Hradčany in der neuen Mährischen Landtafel intabuliert. 1460 erwarb Wenzel Barský von Baští und Wschechowitz das Gut. Der erste schriftliche Nachweis über die Feste Hradčany stammt vom 1523. Im Jahre 1558 verkaufte Burian Barský von Baští das Gut Hradčany an Wilhelm von Zierotin, der es seiner Herrschaft Dřevohostice anschloss. Im Jahre 1566 verkaufte Friedrich d. J. von Zierotin die gesamte Herrschaft an Hynek Pawlowsky von Widbach (Pavlovský z Vidbachu). Ihm folgte sein Sohn Johann und nach dessen Tode die Brüder Johann und Wilhelm Waneczky von Gemniczky (Vanecký z Jemničky). In den 1590er Jahren erwarb Karl der Ältere von Zerotein die Herrschaft Dřevohostice. 1617 verkaufte er die Herrschaft mit den zugehörigen Dörfern Turovice, Nahošovice, Hradčany, Šišma, Pavlovice, Prusínky, Kladníky, Bezuchov, Oprostovice, Žákovice, Mrlínek, Sovadina, Lhota, Radkovy, Lipová und Křtomil für 95.000 mährische Gulden an Jan Skrbenský von Hříště. Dieser verlor wegen seiner Beteiligung am Ständeaufstand von 1618 nach der Schlacht am Weißen Berg seine Güter. Die Herrschaft Dřevohostice wurde an Zdeněk Vojtěch Popel von Lobkowicz verkauft. Zdeněks Sohn Wenzel Eusebius von Lobkowicz veräußerte im Jahre 1635 die Dörfer Šišma, Kladníky, Bezuchov, Oprostovice, Žákovice, Mrlínek, Sovadina, Radkova Lhota, Radkovy, Lipová und Křtomil an den Besitzer der Herrschaft Bystřice pod Hostýnem, Johann Anton von Rottal. Die übriggebliebene Herrschaft verkaufte er 1646 an Maximilian von Waldstein, der sie 1649 an den Passauer Hofkanzler Johann Kaltschmidt von Eisenberg weiterveräußerte. 1693 verkaufte die Familie Kaltschmidt Dřevohostice an Friedrich von Oppersdorff, der im Jahr zuvor bereits Besitzer der Herrschaft Domaželice mit den Dörfern Čechy, Pavlovice und 13 Häusern von Tučín geworden war. Er vereinigte beide Herrschaften zu einer Herrschaft Dřevohostice-Domaželice. Die Dřevohosticer Linie der Grafen von Oppersdorff erlosch 1798 im Mannesstamme. Das Erbe fiel gemeinschaftlich an die Schwestern Antonia von Oppersdorff und Josefine, verheiratete Matuschka von Topolczan. Nachdem Josefine 1799 verstorben war, erbte ihr Witwer Heinrich Bernhard Matuschka und dessen Söhne Eduard, Albrecht und Hermann ihren Anteil. Heinrich Bernhard Matuschka überlebte seine drei Söhne und heiratete schließlich seine Schwägerin Antonia, die 1815 starb. Am 4. November 1820 wurde er alleiniger Besitzer der Herrschaft, die er 1839 an Karl Anton Czeike von Badenfeld verkaufte. Bis zur Mitte des 19. Jahrhunderts blieb Hradčany immer nach Dřevohostice untertänig.
Nach der Aufhebung der Patrimonialherrschaften bildete Hradšany/Hradschan ab 1850 eine Gemeinde in der Bezirkshauptmannschaft Holleschau. Zu dieser Zeit bestand das Dorf aus 52 Häusern und hatte 321 Einwohner. In den Jahren 1864 und 1877 wurde Hradšany von zwei großen Bränden heimgesucht. Nach dem Tode ihrer Mutter erbte 1876 Leonie Skrbenský von Hříště, geborene Czeike von Badenfeld die Güter Domaželice und Dřevohostice. Sie verkaufte sie am 6. Oktober 1897 für 225.000 Gulden an die Marktgemeinde Dřevohostice. Seit 1880 führt die Gemeinde den Namen Hradčany. 1890 lebten in der Gemeinde 372 Personen, im Jahre 1921 waren es 374. 1890 wurde die Schule eingeweiht. Die Freiwillige Feuerwehr gründete sich 1913. Hradčany wurde 1927 an das Elektrizitäts- und Telefonnetz angeschlossen. Nach der Aufhebung des Okres Holešov wurde Hradčany 1960 dem Okres Přerov zugeordnet. Die Schule wurde 1963 geschlossen. Im Jahre 1974 erfolgte die Eingemeindung nach Pavlovice u Přerova. Seit dem 24. November 1990 bildet Hradčany wieder eine eigene Gemeinde. Hradčany führt seit 1995 ein Wappen und Banner, es wurde vom Heraldiker Jiří Louda geschaffen. Ethnographisch gehört der Ort zur Hanna-Region Lipenské Záhoří.

## Gemeindegliederung
Für die Gemeinde Hradčany sind keine Ortsteile ausgewiesen.

## Sehenswürdigkeiten
- Kapelle des hl. Antonius von Padua, erbaut 2008
- Gemauerter Glockenturm auf dem Dorfplatz, er wurde in den 1940er Jahren anstelle eines hölzernen Vorgängerbaus errichtet
- Statue der Jungfrau Maria vom Svatý Hostýn
- Steinernes Kreuz an der ehemaligen Schule, errichtet 1870 anstelle eines 1830 aufgestellten Eichenholzkreuzes

## Söhne und Töchter der Gemeinde
- Josef Krumpholc (1870–1950), Pädagoge und Comeniologe
- Stanislav Divina (1913–1948), Jagdflieger der RAF im Zweiten Weltkrieg und mit dem britischen Kriegskreuz 1. Klasse ausgezeichnet. Er war nach Kriegsende als malaysischer Baťa-Vertreter tätig und verstarb bei einem Autounfall in Kuala Lumpur.